# Nagrada Ig Nobel
Nagrada Ig Nobel je nagrada koja se dodjeljuje za znanstvene radove komične prirode i sumnjive svrhovitosti, kao parodija Nobelove nagrade. Ime je dobila kao igra riječi, od engleskog "ignoble" i prezimena Alfreda Nobela.

## Nagrada
Nagrada se dodjeljuje jednom godišnje u SAD na sveučilištu Harvard u jednoj od najljepših dvorana samog sveučilišta Sanders Theatre. Povodom dodjele organizira se gala večer, sama ceremonija se odvija na isti način kao kod dodjele Nobelove nagrade, čak i samog Ig Nobela u pravilu dodjeljuju znanstvenici koji su uistinu dobili Nobelovu nagradu.
Svečanost je sponzorirana od strane američkog znanstveno-humorističkog časopisa Annals of Improbable Research (AIR) i kosponzorirana od Harvard Computer Society, od Harvard-Radcliffe Science Fiction Association i od Harvard-Radcliffe Society of Physics Students.
Svake se godine dodjeljuje deset Ig Nobelovih nagrada iz tradicionalnih disciplina fizike, kemije, fiziologije/medicine, književnosti i mira, ali i iz drugih disciplina kao javnog zdravstva, strojarstva, ekologije i raznih ad hoc kategorija, ako to okolnosti zahtijevaju. U iznimnim slučajevima Ig Nobelova se nagrada može dodijeliti i za događaje koji nisu objavljeni u obliku znanstvenih radova, kao npr. Ig Nobel za ekonomiju dodijeljen propaloj investicijskoj banci Lehman Brothers ili Ig Nobel za kemiju naftnoj kompaniji British Petroleum nakon ekološke katastrofe u Karipskom moru.
Svečanost je snimana i emitirana u SAD od radio postaje National Public Radio, a od 2001. moguće je pratiti dodjelu Ig Nobela uživo preko interneta.
2004. izašle su dvije tiskane zbirke, koje sadržavaju znanstvene članke nagrađenih (ISBN 0-7528-5150-0 i ISBN 0-7528-4261-7).

## Povijest
Prva ceremonija Ig Nobelove nagrade održana je 1991. pod geslom "za radove koji se ne mogu i koji ne bi smjeli biti ponovljeni". Prva se dodjela organizirala na sveučilištu MIT, da bi kasnije bila premještena na sveučilište Harvard.
Tijekom svog postojanja, Ig nobelova je nagrada ponekad izazvala polemike. Zagovornici homeopatije kritizirali su dodjelu Ig Nobela znanstvenicima koji su vršili istraživanja na tom području. Kritike su podignute i dodjeljivanju Ig Nobela zagovornicima Inteligentnog dizajna, kao i dodjeli časopisu Social text nakon "slučaja Sokal".
Sir Robert May, savjetnik za znanost britanske vlade, uputio je zahtjev 1995. da britanski znanstvenici budu izuzeti od dodjele Ig Nobela s obrazloženjem da nagrada u biti ismijava "originalne" eksperimente. May je bio kritiziran od britanskog tiska, a njegov je zahtjev ignoriran.

## Zanimljivosti
U samo jednom slučaju do sada, jedan je znanstvenik dobio i Ig Nobelovu i Nobelovu nagradu. Radi se o Andreju Gejmu, ruskom fizičaru, koji je dobio Nobelovu nagradu za fiziku 2010. za studije na materijalu grafenu, a 2000. je dobio Ig Nobelovu nagradu jer je uzrokovao magnetsku levitaciju žabe.
Ponekad su eksperimenti koji su dobili Ig Nobelovu nagradu, donijeli i do bitnih poboljšanja životnih uvjeta u praksi. Ig Nobelova nagrada za biologiju 2006. "za dokaz da je komarac malarije Anopheles Gambiae jednako privučen mirisom Limburger sira i mirisom ljudskih nogu", doveo je do razvoja vrlo efikasnih zamki protiv te vrste komarca i smanjenja broja slučajeva malarije u Africi.

## Vanjske poveznice
- Ig Nobel početna stranica  Arhivirana inačica izvorne stranice od 4. lipnja 2019. (Wayback Machine)
- Popis pobjednika Ig Nobela kroz godine s obrazloženjem pobjede